# Moderaterna
 Denne artikel omhandler det svenske parti Moderaterna. For det danske parti, se Moderaterne.
Moderaterna (fulde navn Moderata samlingspartiet), på dansk tidvis også benævnt Moderaterne, er et liberal-konservativt politisk parti i Sverige. Partiet er medlem af International Demokratisk Union samt Europæisk Folkeparti.
Partiet står i spidsen for Alliance for Sverige og fik sammen med tre andre borgerlige partier regeringsmagten efter riksdagsvalget 2006. Partileder Anna Kinberg Batra blev den 25. august 2017 presset til at trække sig efter en række dårlige tal i meningsmålingerne. Hun afløstes af Ulf Kristersson.

## Historie
Partiet har rødder tilbage til 1800-tallets konservative grupper i den svenske rigsdag.
I 1904 blev Allmänna valmansförbundet stiftet. Dermed fik rigsdagens højreorienterede partier fik en fælles landsorganisation.
Fra 1888 fandtes der to konservative partier i rigsdagens første kammer:
- Protektionistiska partiet, der i 1910 skiftede navn til Förenade högerpartiet
- Minoritetspartiet, der i 1905 skiftede navn til Första kammarens moderata parti (eller bare Moderata partiet).

I 1912 gik Højre og Moderate sammen og dannede Första kammarens nationella parti, som uofficielt blev kaldt Förstakammarshögern. Dette parti bestod til og med rigsdagssamlingen i 1934.
I rigsdagens andetkammer blev Lantmannapartiet dannet allerede ved kammerets oprettelse i 1867. I en periode var Landsmandspartiet delt i Gamla lantmannapartiet og Nya lantmannapartiet. I 1903 opstod De moderata reformvännernas grupp, der i 1906 skiftede navn til Nationella framstegspartiet. I 1912 gik Landmandspartiet og Fremskridtspartiet sammen og dannede Lantmanna- och Borgarepartiet, som uofficielt blev kaldt Andrakammarshögern. Dette parti bestod til og med rigsdagssamlingen i 1934.
Fra og med rigsdagssamlingen i 1935 gik rigsdagens konservative grupper sammen i eet parti, der hed Högerns riksdagsgrupp. I 1938 skiftede Allmänna valmansförbundet navn til Högerns riksorganisation.
Fra 1952 kaldte partiet sig Högerpartiet
I 1969 skiftede partiet navn til Moderata Samlingspartiet.

## Partiets statsministre efter 1904
- Christian Lundeberg (1905)
- Arvid Lindman (1906-1911)
- Carl Swartz (1917)
- Ernst Trygger (1923-1924)
- Arvid Lindman (1928-1930)
- Carl Bildt (1991-1994)
- Fredrik Reinfeldt (2006-2014)
- Ulf Kristersson (2022-)